# Hockeria diversicornis
Hockeria diversicornis är en stekelart som först beskrevs av Kirby 1886.  Hockeria diversicornis ingår i släktet Hockeria och familjen bredlårsteklar. Inga underarter finns listade i Catalogue of Life.